# أرتي (ملكة)
أرتي، هي ملكة نوبية كوشية أو زوجة ملك عاشت في عهد الأسرة الخامسة والعشرين في مصر.

## عائلتها
الملكة أرتي هي ابنة الملك بيعنخي وأخت وزوجة الملك شبتاكا.

## التعرف عليها
الملكة أرتي معروفة من تمثال بالمتحف المصري بالقاهرة، وهو المرقم JE 49157 المعثور عليه في معبد الإلهة موت في مجمع معابد الكرنك، وهو تمثال من حجر الكوارتزيت للابن الأكبر للملك شبتاكا والكاهن الأكبر لآمون حور إم أخت، وتم ذكر اسمها على قاعدة هذا التمثال.

## مدفنها
دفنت الملكة أرتي في مقبرة في الكورو تحت رقم Ku.6.